# Chikkahalli, Pavagada
Chikkahalli là một làng thuộc tehsil Pavagada, huyện Tumkur, bang Karnataka, Ấn Độ.